# Haddas
Haddas (ili Hadas ) je sezonska rijeka u Eritreji. Izvan gradića Foro u središnjem dijelu zemlje, vodotok se spaja s rijekama Comaile i Aligide. Kombinirana rijeka teče južno od Massawe, ulijevajući se u Crveno more. Mulj nošen rijekom doveo je do zakopavanja drevnog grada Adulis.